# Як-55
Як-55 — одноместный пилотажный самолёт, разработанный в ОКБ имени А. С. Яковлева в 1979 году.
Самолёт предназначен для тренировки лётчиков-спортсменов и выступлений на соревнованиях по высшему пилотажу.

## История
В 1976 году на чемпионате мира по высшему пилотажу победу одержали советские лётчики на самолёте Як-50. Они продемонстрировали скоростной пилотаж, используя разрёшенную полётную зону. Впрочем, более перспективным был признан стиль пилотажа, продемонстрированный зарубежными спортсменами. Они выполняли пилотаж на низких скоростях, с небольшими радиусами вращения и в небольшом пространстве.
В результате в ОКБ Яковлева начали разрабатывать более совершенный спортивно-пилотажный самолёт, который полностью отвечал бы новым течениям «моды» пилотажной акробатики. Руководил проектом главный конструктор бюро Ю. И. Янкевич. Самолёт получил название Як-55. Первый полёт самолёт выполнил в мае 1981 года, а до этого спортсмены продолжали соревноваться на Як-50.
За время создания Як-55 в пилотажном спорте опять успели поменяться требования к стилю выполнения фигур. В соревнованиях утвердился скоростной стиль — вместо предыдущего тихоходного. К 1981 году этот стиль приняли к использованию спортсмены всех соревнующихся стран. Не успев появиться на спортивной арене, Як-55 стал устаревшим — скорости полёта и углового вращения у него были низкими и не соответствовали новым условиям.
Вместе с тем Як-55 обладал отличными лётными качествами, он легко справлялся со штопором любого вида и фигурами обратного пилотажа, требовалось лишь увеличить его скоростные параметры. После устранения конструкционных недостатков и доработок, на чемпионате мира 1984 года Халидэ Макагонова стала абсолютной чемпионкой мира на модернизированном самолёте Як-55.
Самолёт изображён на марке Почты СССР 1986 г.

## Конструкция
Як-55 — одноместный спортивный пилотажно-акробатический самолёт со среднерасположенным свободнонесущим крылом симметричного профиля, неубирающимся шасси с хвостовой опорой. Конструкция самолёта цельнометаллическая, выполненная из алюминиевых сплавов.
Фюзеляж — типа полумонокок. Фонарь кабины лётчика имеет обтекаемую каплевидную форму и обеспечивает хороший обзор при пилотировании и рулении по земле
Крыло — однолонжеронное, симметричное, состоит из двух отъёмных консолей, которые крепятся непосредственно к фюзеляжу. В корневой части крыла перед лонжероном, слева и справа от фюзеляжа, сделаны два герметичных отсека, которые являются основным и дополнительным бензобаком. Каждая консоль снабжена двухсекционным элероном, которые расположены вдоль задней кромки крыла.
Хвостовое оперение — киль и стабилизатор двухлонжеронной схемы. Для упрощения конструкции оперение сделано неразъёмным с фюзеляжем.
Шасси — неубирающееся, трёхопорной схемы с хвостовым колесом. Хвостовое колесо управляемое. Колёса основных стоек снабжены механическими тормозами. Основные стойки рессорного типа выполнены из титанового сплава.
Силовая установка — поршневой звездообразный девятицилиндровый двигатель воздушного охлаждения М-14П с воздушным винтом, изменяемого шага. Топливная система состоит из двух топливных баков, расположенных в консолях крыла, и расходного бака, расположенного под полом кабины. Топливная система позволяет находиться самолёту в перевёрнутом состоянии до трёх минут.
Пилотажно-навигационный комплекс бортового оборудования обеспечивает пилотирование самолёта днём в простых метеоусловиях. В состав оборудования входит радиостанция.

## Производство и эксплуатация[2]
Самолёт Як-55 был запущен в серийное производство в 1985 году. Самолёты производились на авиационном заводе «Прогресс» в городе Арсеньеве. С 1985 по 1993 год было изготовлено 214 экземпляров самолётов Я-55 и Як-55М.
Применение самолётов Як-55 в аэроклубах способствовало развитию авиационного спорта в стране. Самолёт поставлялся на экспорт в США, было передано 50 самолётов.

## Модификации самолёта
| Название модели | Краткие характеристики, отличия. |
| --------------- | --- |
| Як-54           | Двухместный учебно-тренировочный на базе Як-55М. Первый полёт 23 декабря 1993 года. |
| Як-55           | Прототип. Первый полёт в мае 1981 года. Был изготовлен один (по другим сведениям два самолёта).                                                                                                   |
| Як-55           | Базовый. В 1985-1991 годах изготовлено 108 самолётов. От прототипа отличался новым крылом с острым носком профиля.                                                                                |
| Як-55М          | Модернизированный. Отличается крылом уменьшенного размаха. Первый полёт в мае 1989 года. В 1991—1993 годах изготовлено 106 самолётов. В 1996 году выпущено 7 комплектов деталей для сборки в США. |

## Тактико-технические характеристики Як-55 / Як-55М

### Технические характеристики
- Экипаж: 1 человек
- Длина: 7,507 м
- Высота на стоянке: 2,20 м
- Размах крыла: 9 м / 8,10 м
- Площадь крыла: 14,80 м² / 12,80 м²
- Масса пустого: 550 кг
- Максимальная взлётная:
  - в тренировочном варианте: 870 кг / 855 кг
  - в перегонном варианте: 975 кг
- Запас топлива: 140 л
- Двигатели: 1 ПД М-14П
- Мощность: 1×360

### Лётные характеристики Як-55 / Як-55М
- Максимальная скорость:
  - по прибору: 450 км/ч
  - у земли: 290 км/ч / 305 км/ч
  - пилотирования: 360 км/ч
- Максимальная вертикальная скорость:
  - на взлётном режиме у земли: 15,5 м/с
  - на номинальном режиме у земли: 10,0 м/с
  - на высоте 1000 м: 8,5 м/с
  - на высоте 3000 м: 5,2 м/с
- Максимальная скорость вращения вокруг продольной оси: 4 рад/с / 6 рад/с
- Дальность полёта: 705 км
- Практический потолок: 4000 м
- Продолжительность полёта: 2 часа
- Максимально допустимые перегрузки:
  - положительная: 9 G
  - отрицательная: 6 G
- Длина разбега: 150 м
- Длина пробега: 465 м